# هفت مرد و یک بدکاره
هفت مرد و یک بدکاره (فرانسوی: Sept hommes et une garce‎) یک فیلم ماجراجویی فرانسوی-رومانیایی است که در سال ۱۹۶۷ منتشر شد.

## بازیگران
- ژان ماره
- ماریلو تولو
- فلورین پی‌یرسیک
- اتوره مانی
- جول برنارد
- آیمئی یاکوبسکو
- فیلیپ لومر
- نیکلائه سکارئانو
- نوکو پائونسکو
- دِم رادولسکو
- ژان لورین فلورسکو
- شربان کانتاکوزینو
- آدلا مارکولسکو (صداپیشه در نسخهٔ دوبله‌شدهٔ رومانیایی)